# Waste Management
Waste Management je treći engleski album ruskog dueta t.A.T.u., objavljen je 15. prosinca 2009. Njegova ruska verzija je Vesyolye Ulybki (2008.). Postoji u dvije verzija: "Track by Track"  (pjesma za pjesmom) verzija u kojoj je svaka pjesma odvojena, i "Transcendent Version" (transcendentna verzija) u kojoj su sve pjesme spojene u jednu bez razmaka.

## Popis pjesama
1. "White Robe"                 – 3:14
2. "You and I"            – 3:14
3. "Sparks"         – 3:09
4. "Snowfalls"                           – 3:16
5. "Marsianskie Glaza"                        – 3:09
6. "Little People"              – 3:28
7. "Waste Management"                         – 2:05
8. "Running Blind"      – 3:40
9. "Fly on the Wall"                           – 3:57
10. "Time of the Moon"       – 3:24
11. "Don't Regret"         – 3:09

Bonus pjesme:
1. "Beliy Plaschik (Fly Dream Remix)"      – 5:32
2. "Running Blind (Transformer Remix)"     – 3:53
3. "Ne Zhaley (Sniper Remix)"              – 4:58

## Povijest objavljivanja
| Država                 | Datum              | Izdavač                | Format             |
| ---------------------- | ------------------ | ---------------------- | ------------------ |
| SAD                    | 15. prosinac 2009. | T.A. Music             | digitalni download |
| Australija             | 15. prosinac 2009. | T.A. Music             | digitalni download |
| Japan                  | 15. prosinac 2009. | T.A. Music             | digitalni download |
| Francuska              | 15. prosinac 2009. | T.A. Music             | digitalni download |
| Njemačka               | 15. prosinac 2009. | T.A. Music             | digitalni download |
| Ujedinjeno Kraljevstvo | 15. prosinac 2009. | T.A. Music             | digitalni download |
| Meksiko                | 15. prosinac 2009. | T.A. Music             | digitalni download |
| Rusija                 | 1. siječnja 2010.  | Misterya Zvuka         | CD                 |
| Brazil                 | 15. siječnja 2010  | Coqueiro Verde Records | CD                 |
| Argentina              | 1. veljača 2010.   | Coqueiro Verde Records | CD                 |
| Čile                   | 1. veljača 2010.   | Coqueiro Verde Records | CD                 |
| Kolumbija              | 8. ožujak 20010    | Coqueiro Verde Records | CD                 |

## Album na glazbenim ljestvicama
| Chart   | Peak position |
| ------- | ------------- |
| Kanada  | 86            |
| Meksiko | 8             |
| Rusija  | 3             |
| Tajvan  | 5             |

## Poveznice
- t.A.T.u.
- Veselyje ulybki